# Lacock Abbey

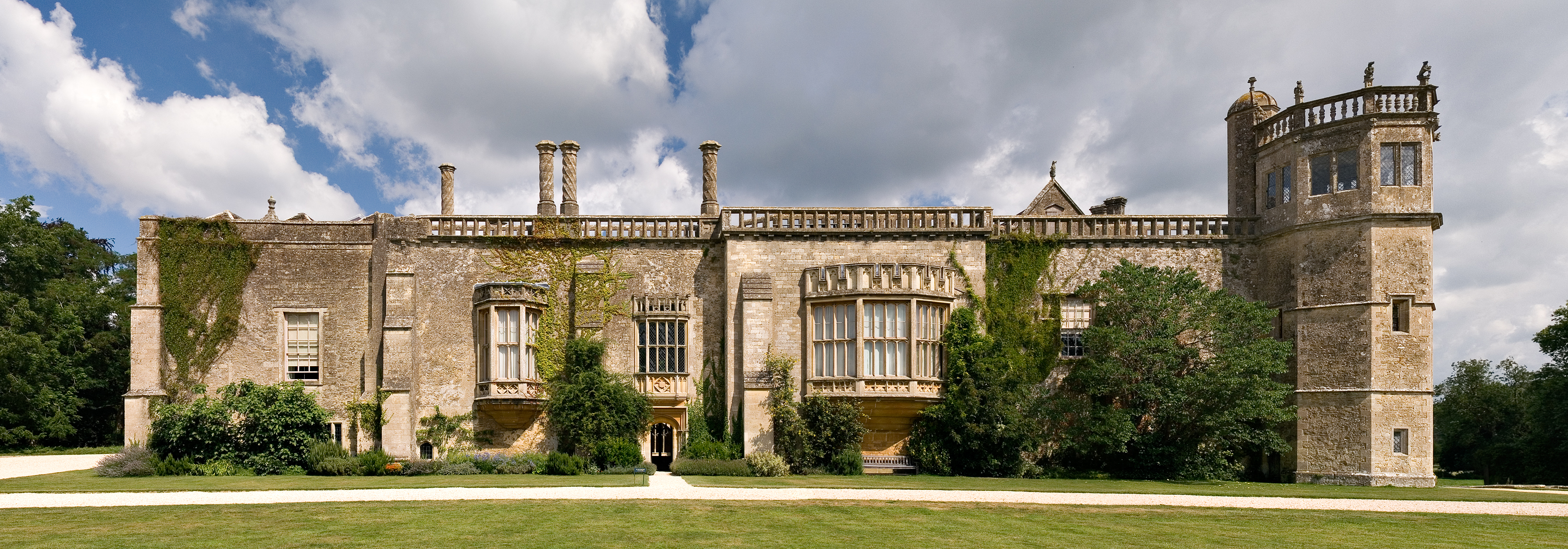
Lacock Abbey von Süden

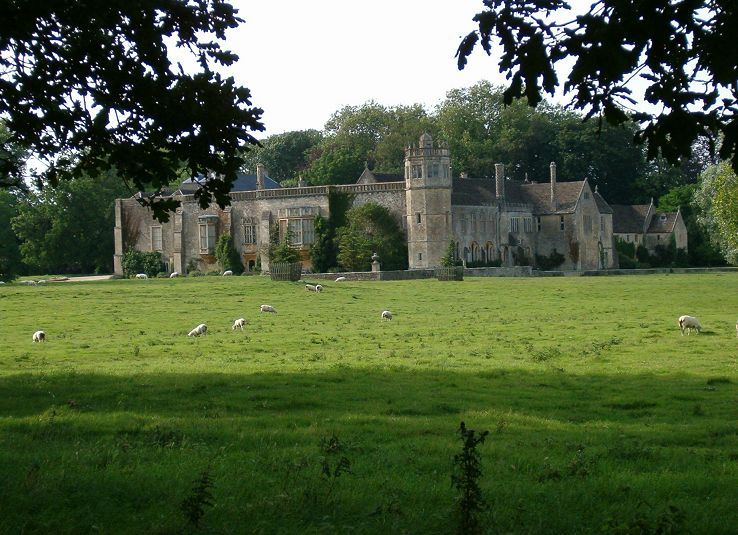
Lacock Abbey

Lacock Abbey ist ein ehemaliges Nonnenkloster der Augustiner aus dem frühen 13. Jahrhundert und liegt im Dorf Lacock. Es wurde von Ela, Countess of Salisbury gegründet. Die Abtei ist heute ein Museum.

## Geschichte
Während der Regierungszeit von König Heinrich III. gründete Ela of Salisbury die Abtei. Ihr Ehemann war William Longespée, 3. Earl of Salisbury und ein unehelicher Sohn des vorherigen Königs Heinrich II. von England.
Während des gesamten Mittelalters war die Abtei wirtschaftlich erfolgreich. Das fruchtbare Ackerland, das Ela of Salisbury ebenfalls der Abtei überlassen hatte, sicherte ein beträchtliches Einkommen, insbesondere durch Wolle.
Als Mitte des 16. Jahrhunderts die Klöster aufgelöst wurden, verkaufte König Heinrich VIII. das Anwesen an Sir William Sharrington, der es 1539 in ein Wohnhaus umbaute und dabei die Abteikirche abreißen ließ.
An den anderen Klostergebäuden wurden wenige Umbauten getätigt, so befindet sich der Kreuzgang immer noch unterhalb der Wohnräume.
Im Laufe der Jahrhunderte wurden allerdings weitere Veränderungen am Gebäude vorgenommen, so bekam das Haus einen Turm im Stil der Renaissance und weitere Prunkräume.
In den 1750er Jahren gehörte das Gebäude John Ivory Talbot und wurde im neugotischen Stil umgebaut. Der Architekt war Sanderson Miller.
Das Haus blieb im Besitz der Talbotfamilie und wird oft im Zusammenhang mit William Henry Fox Talbot genannt. Talbot machte 1835 die erste bekannte und erhaltene Fotografie. Sie zeigt das Erkerfenster an der Südfront des Hauses. Er führte weitere Experimente dort durch und erfand das Negativ/Positivverfahren in der Fotografie, aus dem sich die moderne Fotografie entwickelte.
Heute befindet sich im Gebäude ein Museum, das der Pionierarbeit von Talbot auf dem Gebiet der Fotografie gewidmet ist. Die Originalfotografie des Erkerfensters ist dort ebenfalls ausgestellt.
Lacock Abbey und das gesamte Dorf Lacock wurde 1944 dem National Trust übergeben. Dieser vermarktet die Abtei und das Dorf zusammen als „Lacock Abbey, Fox Talbot Museum & Village“.
2019 wurde Lacock Abbey  von rund 211.000 Personen besucht. 2024 betrug die Besucherzahl etwa 217.000 Personen.

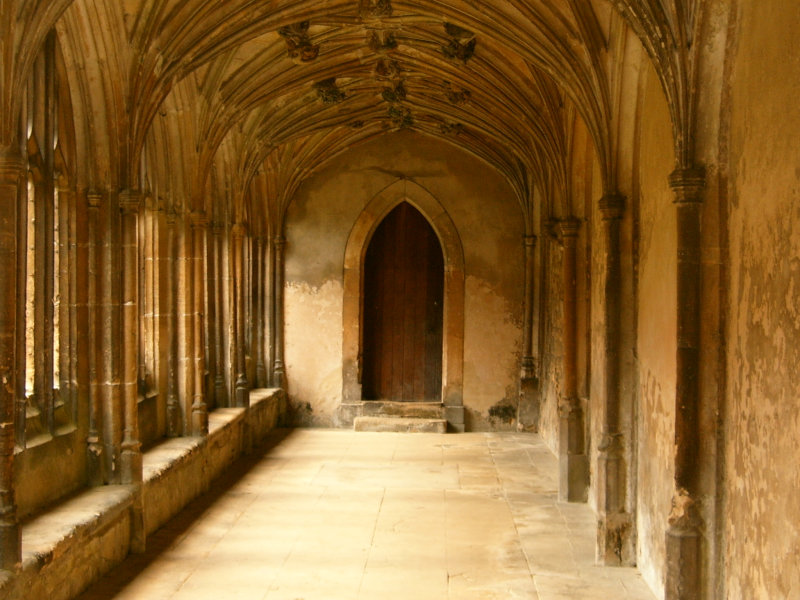
Die Kreuzgänge von Lacock Abbey

## Die Abtei im Film
Einige Innenaufnahmen des Films Harry Potter und die Kammer des Schreckens wurden in Lacock gedreht, einschließlich der Szene im Kreuzgang, in der Harry den Hauselfen Dobby befreit. Auch im sechsten Harry-Potter-Film, Harry Potter und der Halbblutprinz, wurden einige nächtliche Geisterszenen in Hogwarts mit den Hauptdarstellern im Oktober 2007 in Lacock gedreht.
Die Abtei war 2008 auch einer von zwei Hauptdrehorten für die historische Romanverfilmung Die Schwester der Königin.
Weitere Filme waren Teile der Fernsehserie Robin Hood, Cromm Cruad, Der magische Pfeil, Der Wettkampf und Der Thronerbe.

## Das Buch von Lacock
Das Buch von Lacock ist eine Handschrift, die wohl Mitte des 14. Jahrhunderts in der Lacock Abbey verfasst wurde.
Die Geschichte der Gründung von Lacock wird kurz in den Annalen der Abtei geschildert, die vermutlich von einem der Geistlichen des Hauses um 1275 zusammengestellt wurden, sowie in größerer Detaillierung im Buch von Lacock, das die Geschichte der Gründerin der Abtei und ihrer Familie erzählt und offensichtlich Mitte des 14. Jahrhunderts geschrieben wurde. Die Annalen schildern die Profess der ersten Nonnen im Jahr 1232, das Buch nennt den Namen der ersten Kanonissin Alicia Garinges. Sie kam aller Wahrscheinlichkeit nach aus dem ersten englischen Augustinerinnen-Stift in Goring-on-Thames (Oxfordshire), um der neuen Gemeinschaft mit ihrer Erfahrung im religiösen Leben zu nutzen. Obwohl die Annalen die Gründung der Abtei in das Folgejahr legen, gibt das Buch mit dem 16. April 1232 ein genaues Datum an, als Ela von Salisbury zwei Konvente an einem Tag gründete – Lacock am Morgen und Hinton, Somerset (das ursprünglich von ihrem Ehemann in Haltherop, Gloucestershire, gegründet wurde) am Nachmittag.
Im Jahr 1598 befand sich das Manuskript im Besitz von John Stow († 1605), der eine Abschrift anfertigen ließ, später in der Cotton Library, heute hingegen im British Museum (Cott. MS. Vit. A. VIII, ff. 128v. seq); es ist fast vollständig unleserlich.

### Ausgaben
- William Dugdale, Monasticon Anglicanum (1655–1673) Band 6, Teil 1, S. 501–2
- William Lisle Bowles, John Gough Nichols, Annals and Antiquities of Lacock Abbey, London 1835, Appendix I. Seite i seq online